# Păiseni, Suceava
Păiseni este un sat în comuna Cornu Luncii din județul Suceava, Moldova, România. În satul Păiseni se mai află mănăstirea pe stil vechi Adormirea Maicii Domnului recent restructurată. .
 Acest articol despre o localitate din județul Suceava este deocamdată un ciot. Puteți ajuta Wikipedia prin completarea lui.